# Коктобе (Жуалинський район)
Коктобе́ (каз. Көктөбе) — село у складі Жуалинського району Жамбильської області Казахстану. Входить до складу Кокбастауського сільського округу.
До 1993 року село називалось Нововознесенка.
Населення — 950 осіб (2021; 979 у 2009, 788 у 1999, 715 у 1989).